# Nogara
Nogara é uma comuna italiana da região do Vêneto, província de Verona, com cerca de 7.853 habitantes. Estende-se por uma área de 38,86 km², tendo uma densidade populacional de 207 hab/km². Faz fronteira com Erbè, Gazzo Veronese, Isola della Scala, Salizzole, Sanguinetto, Sorgà.

## Demografia
| Variação demográfica do município entre 1861 e 2011                               |
|                                                                                   |
| Fonte: Istituto Nazionale di Statistica (ISTAT) - Elaboração gráfica da Wikipedia |